# Semiotica della pittura
La semiotica della pittura è la disciplina che studia i significati manifestati all'interno di un'opera pittorica. Tale disciplina è una branca di ricerca della semiotica visiva, e si è formata attraverso il contributo fondamentale del semiologo Greimas, il quale attraverso il saggio "Semiotica plastica e semiotica figurativa" dà avvio alla base di una corrente di ricerca che si svilupperà in molteplici direzioni.
Oltre a Greimas, tra i pionieri fondatori della disciplina c'è Meyer Schapiro, il quale si occupa di analizzare diversi aspetti significanti dell'opera pittorica, tra cui quelli relativi alla coerenza e unità tra forma e contento dell'immagine, alle componenti non mimetiche del segno-immagine, e il problema relativo alla traduzione in immagini dei testi scritti. È necessario anche ricordare, tra gli altri, i contributi fondamentali di Louis Marin, Hubert Damisch, Omar Calabrese e del Gruppo μ.

## Analisi semiotica dei dipinti
In linea generale, nonostante i diversi approcci analitici adottati dai diversi semiologi, è possibile constatare come tutti gli sguardi analitici convergono nella base teorica fondata da Greimas: ciò che è accettato in maniera unanime è che per analizzare un quadro bisogna prestare attenzione:
- alla dimensione significante del piano plastico dell'immagine, che nel caso dell'arte visiva si colloca sul piano dell'espressione;
- alle operazioni di messa in discorso (enunciazione, discorsivizzazione) con le quali si enuncia una determinata situazione dipinta (sul piano figurativo) e si adotta una determinata strategia enunciativa, vale a dire un determinato modo di rivolgersi allo spettatore, a seconda dell'opera analizzata.[1]

Dal punto di vista semiotico qualunque tipo di testo, sia esso visivo, scritto o sonoro, è portatore di segno. La semiotica della pittura studia i segni manifestati in un dipinto.
Il segno è la relazione che investe un significato e un significante. Un significato è un concetto, un'idea, un'espressione di qualcosa (di un oggetto materiale, di un essere vivente, di un'azione, ecc.) che si concretizza attraverso il significante. Il significante esiste in quanto portatore di significato: l'immagine mostrata in una foto, ad esempio, è un significante, e significa quello che mostra, così come un testo scritto è un significante e significa ciò che esprime.

## Il doppio regime significante
Greimas fa notare come la semiotica della pittura debba innanzitutto riconoscere che un dipinto si deve analizzare attraverso una doppia metodologia:
- Attraverso una attenta analisi delle figure rappresentate, in modo da ricavare dei formanti figurativi che si occupano di esprimere un significato. Con l'analisi figurativa, inoltre, è possibile individuare una gradualità di figurazione per cui:
  - se una rappresentazione è del tutto astratta si avrà un grado figurativo nullo;
  - se una rappresentazione è piuttosto astratta benché in essa siano riconoscibili figure del mondo, allora si dirà che quella rappresentazione presenta una bassa densità figurativa;
  - via via che la gradualità figurativa aumenta (a seconda del dipinto) si avrà una figuratività media, alta o decisamente alta e quindi iconica. Greimas quindi concerne una gradualità dall'astratto al concreto che si configura così: astratto -> figurativo -> iconico.
- Attraverso una attenta osservazione del dipinto sotto il profilo plastico, individuando in questo modo i formanti plastici, cioè quegli elementi non mimetici che si caricano di significati come ad esempio:
  - l'organizzazione spaziale del dipinto;
  - l'organizzazione eidetica del dipinto (delle varie linee dell'immagine);
  - l'organizzazione cromatica del dipinto (dei colori e dei chiaroscuri).

Ricapitolando, i "testi" pittorici possibili sono tre:
1. i testi astratti, di cui si fa "soltanto" un'analisi plastica;
2. i testi con qualche densità figurativa;
3. i testi iconici, ossia quelli densamente figurativi che offrono un senso di realtà.

Greimas sottolinea come anche il pittore che voglia imitare perfettamente un oggetto reale proceda comunque con una forte riduzione della ricchezza del suo referente concreto (ciò è ovvio in quanto si tratta per l'appunto di un'imitazione): ciò significa che in realtà il rapporto tra testo iconico e referente concreto non è diverso da quello di qualunque altro testo pittorico: ciò che cambia è la strategia di messa in discorso, che nel caso del testo iconico produce nell'osservatore una "semplice" illusione di realtà.
Il rapporto tra formanti plastici e formanti figurativi ricavati dalla duplice analisi dell'opera consentirà di dare un'interpretazione più o meno esaustiva della significazione complessiva del dipinto.

### L'interazione significante tra i due piani espressivi
In che modo il piano figurativo interagisce con quello plastico allo scopo di produrre una significazione complessiva?
Come fa notare Meyer Schapiro, il giudizio sulla coerenza interna all'opera, tra tutti gli elementi visivi portatori di senso, è un'interpretazione che come tale può essere ripetutamente sottoposta a revisioni. Infatti occorre prestare molta attenzione, e molto tempo, per riuscire a individuare le innumerevoli componenti significanti di un'opera, e per vedere l'opera quale essa è bisogna dunque essere capaci di spostare il proprio atteggiamento da un aspetto a un altro, percepire l'opera più volte attraverso differenti approcci analitici arricchendo progressivamente l'insieme. Infatti una sola analisi dell'opera è sempre incompleta: essa va analizzata più volte, e occorre saper accogliere e valutare anche il confronto di percezioni analitiche e giudizi diversi.

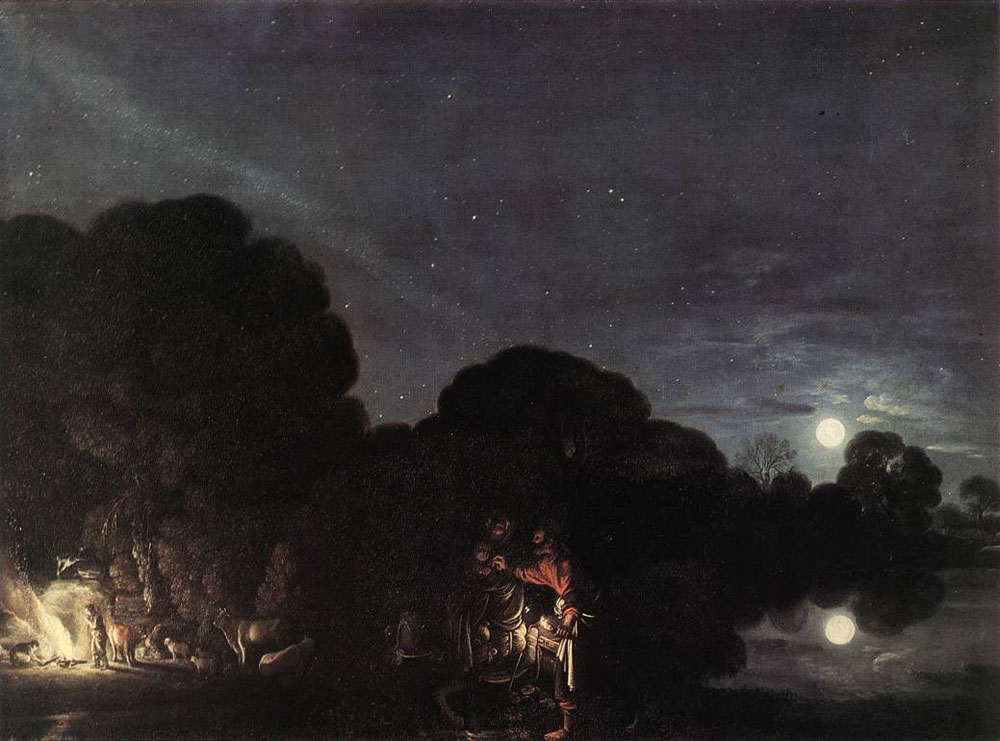
La fuga in Egitto

Ciò detto, Lucia Corrain, nel suo saggio di analisi semiotica del quadro de La fuga in Egitto fa notare la forte interazione tra piano plastico e figurativo all'interno dell'opera.
Dal punto di vista figurativo l'opera rivela diverse incoerenze, che però vengono colmate attraverso un'analisi dei significati del dipinto ad un livello più profondo e astratto.
Le incoerenze figurative più evidenti sono:
la poco realistica posizione e proporzione degli astri raffigurati;
la presenza delle nuvole intorno alla Luna, che in una situazione "dal vero" renderebbe invisibile larga parte del cielo;
il riflesso della Luna nell'acqua, che risulta non perfettamente allineato con la Luna.
Al di sopra dei tre fuggitivi, che si trovano a metà percorso, si dispiega un cielo densamente costellato di astri che si mostra anche dove la vegetazione è molto fitta: un cielo che fa da guida e fornisce la direzione da Betlemme (zona del pericolo) verso l'Egitto (zona della salvezza). Si tratta anche di un cielo che sembra andare contro le leggi meteorologiche per favorire la fuga, in quanto la presenza delle nuvole non potrebbe consentire una tale visibilità e luminosità. Il riflesso non allineato con la Luna suggerisce invece che la Luna è una fonte luminosa autonoma, che non si trova condizionata dalle peculiarità terrene, e può essere intesa come una metafora di un mondo altro, un aldilà che è il fine ultimo della vita di Cristo: se infatti si osserva il fuoco situato a sinistra (Betlemme) si nota che esso produce delle faville che si confondono con le stelle, le quali poi conducono ad una scia luminosa (la via lattea) che si conclude nell'unico albero rinsecchito di tutto il dipinto: evidente segno di morte. Ecco spiegato il motivo dell'incoerenza figurativa del cielo, che nel dipinto ha il ruolo di un vero e proprio protagonista.
L'esempio del cielo dimostra come ci sia una essenziale interazione tra la componente eidetica ed i formanti figurativi del cielo, delle faville, delle stelle, della via lattea e infine dell'albero rinsecchito. Il formante eidetico del riflesso non allineato e quello, sempre eidetico, della via lattea che conduce all'albero è soltanto uno dei tanti possibili esempi che si possono fare per spiegare una tale interazione che risulta altresì fondamentale per capire il significato dell'opera sino in fondo.

## La doppia spazialità in pittura
Il semiologo Thürlemann concorda con Greimas nell'affermare che l'enunciazione della trama di un dipinto si articoli attraverso tre componenti essenziali:
- la spazializzazione: lo spazio e l'ambiente della vicenda figurativa raffigurata;
- la temporalizzazione: l'istante temporale in cui avviene la storia rappresentata;
- la attorializzazione: i personaggi della vicenda narrata dal dipinto.

Secondo Thürlemann, però, la teoria greimasiana non tiene conto di un aspetto ulteriore: l'analisi concreta dei dipinti insegna che in realtà la spazializzazione è solo una parte della possibile spazialità che si manifesta in pittura.
Ogni volta che un testo di qualunque tipo e forma si manifesta attraverso una materia percettibile (dunque un suono, un'immagine, un testo scritto...) si ha il fenomeno della topologia, l'insieme dei fenomeni che si incontrano ogni volta che un testo si manifesta nello spazio.
Nel caso di un dipinto si tratta di una spazialità topologica bidimensionale, planare, in cui si possono manifestare tanto la formula matematica astratta quanto il paesaggio dipinto che simula uno spazio.

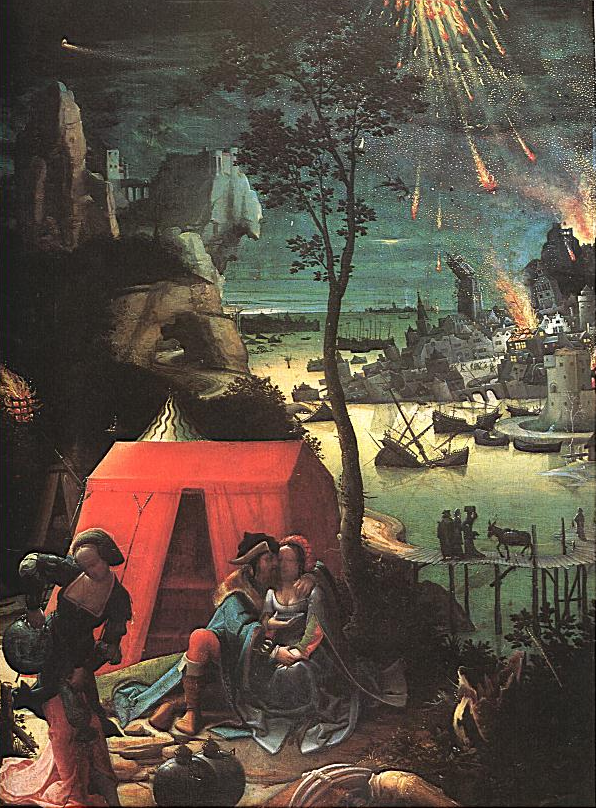
Loth e le figlie

Quando ci si occupa di opere figurative la distinzione tra spazio simulato e spazio planare topologico è molto utile perché ogni figura dipinta occupa sempre (anche se astratta) due diversi regimi spaziali: lo spazio simulato e la superficie planare del quadro. Essa è utile poiché ci consente di ricavare uno spazio che, situandosi ad un livello di analisi più profondo (e necessariamente astratto) permette di correlare figure o segni che tra di loro producono un senso ulteriore. Analizzando il dipinto di Lot e le figlie al Louvre, Turlemann applica la formula logico-matematica greimasiana dell'omologazione semisimbolica (A:B::C:D, ossia A sta a B come C sta a D) mettendo in relazione due figure che in prima analisi non hanno nulla in comune, e cioè la coppia incestuosa padre-figlia con lo scheletro dell'asino: la storia a cui il dipinto si ispira (Genesi, 13, 10) non parla di alcuna relazione di questo tipo. Eppure tale relazione, che si situa nello spazio planare topologico (e non simulato) narra un qualcosa in più del soggetto trattato, ricordandoci che il fine ultimo della vita è la morte, e che dunque anche se l'incesto consentirà di rigenerare la specie umana (in seguito alla distruzione di Sodoma), i nuovi nati saranno destinati per forza di cose alla morte.
Come è riuscito Thürlemann a captare questo senso ulteriore? Mettendo in relazione, nella zona in primo piano del quadro (quadro che si articola in quattro zone) dapprima l'/albero/ (segno di vita) con il /tronco d'albero fradicio/ (segno di morte), e per analogia la /coppia incestuosa/ (segno di vita) con lo /scheletro/ dell'asino (segno di morte). Per cui: 

## Elementi accessori del segno-immagine
Meyer Schapiro tenta di definire il ruolo che in un dipinto ricoprono alcuni elementi accessori e il modo con il quale queste peculiarità producono una specifica significazione contribuendo al significato complessivo dell'opera.
Gli elementi che il semiologo analizza sono:
- la superficie planare preparata, delimitata e liscia;
- la cornice;
- l'organizzazione spaziale;
- le dimensioni del dipinto;
- la sostanza materiale dell'immagine.

### La superficie
La superficie liscia già preparata e delimitata è una caratteristica dell'età moderna: se oggi può sembrare "naturale" creare un fondo liscio e delimitato in quanto necessario per la chiarezza percettiva, gli artisti primitivi non si preoccupavano di dipingere su muri competendo con gli accidenti e le irregolarità di un fondo capace di interferire con il segno.

### La cornice
Il concetto di cornice come delimitazione regolare che isola il campo dalla rappresentazione non si applica a tutte le cornici, perché alcune, in determinati quadri, sono parte della rappresentazione come parte dello sfondo virtuale dell'immagine (si pensi a quei quadri dove le figure debordano traboccando sulla cornice come Natura morta con verdura, frutta e uccelli di Juan Sánchez Cotán), e altre volte la cornice è una forma irregolare o anche circolare che segue i contorni dell'oggetto.
Le prime cornici per quadri nascono al principio del XIV secolo e sono parte di pale d'altare, generalmente trittici, dittici e ancone. Gli artigiani che le producevano erano due: L'intagliatore e il Doratore. L'intagliatore disegnava e costruiva il telaio della cornice, poi lo intagliava con la tecnica del comparto(suddivisione del perimetro della cornice in un numero di spazi uguali). Ciascuno degli spazi uguali del comparto si definisce modulo, ovvero quella parte integrante dell'intaglio della cornice che ne costituisce la parte decorativa.

### L'organizzazione spaziale
Il campo del quadro possiede qualità spaziali (topologiche) che influenzano il senso dei segni dell'osservatore: un oggetto rappresentato in alto ha qualità espressive diverse da quello stesso oggetto se raffigurato in basso, se disegnato largo o stretto, a destra o a sinistra, centrale o periferico, ecc. Dove non esiste una delimitazione di campo l'osservatore centra l'immagine nella sua visione, mentre nello spazio delimitato il campo è predeterminato dai suoi limiti ed è più affidabile a livello topologico. 
Le qualità relative ad una collocazione in alto o in basso dipendono forse dall'esperienza visiva umana del cielo e della terra, le qualità relative ad una collocazione a destra o a sinistra dipendono invece dai significati che tradizionalmente si attribuiscono alle due posizioni: è una prassi comune (ma non universale) quella di collocare a destra il bene, il proprio, il corretto e a sinistra il male, il deviante, ciò che è strano o sbagliato.
Se in un quadro è presente una figura centrale dominante (un sovrano o una figura sacra) allora la parte destra farà riferimento a quella figura centrale: dal punto di vista di chi osserva i valori positivi saranno collocati a sinistra.

### Le dimensioni
Le dimensioni di una raffigurazione possono avere diverse motivazioni: statue colossali e figure dipinte di grandezza superiore alla naturale significano la grandezza del soggetto raffigurato, mentre il formato piccolo può esprimere l'intimità, la preziosità, la delicatezza.
Vanno però distinti due tipi di condizioni nelle dimensioni dei segni visivi:
- dimensioni in funzione del valore o della visibilità;
- dimensioni del campo e di diversi elementi compositivi dell'immagine in relazione agli oggetti rappresentati e nelle relazioni reciproche di questi oggetti raffigurati.

Spesso un quadro ha dimensioni molto grandi perché deve raffigurare molte persone o molti oggetti, e altre volte una persona è rappresentata più grande di un'altra in quanto è gerarchicamente più importante (questo accadeva prima che venisse introdotta la prospettiva e il disegno in scala).

### La sostanza materiale dell'immagine
Le qualità della sostanza-immagine possono contribuire a formare alcune ulteriori qualità alla figura dipinta: un contorno più spesso fa sembrare la figura più massiccia, una linea sottile aggiunge delicatezza e grazia, ecc. e allo stesso modo nella pittura impressionista l'effetto a macchia con i colori contribuisce all'effetto generale di luminosità.